# Seixón (Friol)
Seixón (llamada oficialmente San Paio de Seixón) es una parroquia española del municipio de Friol, en la provincia de Lugo, Galicia. Tiene una población estimada, en 2020, de 82 habitantes.

## Otras denominaciones
La parroquia también es conocida por el nombre de San Pelaxio de Seixón.

## Organización territorial
La parroquia está formada por siete entidades de población:
- Abelairas (A Abelaira)
- Cela
- Pedranegra (A Pedranegra)
- Seixón de Abaixo
- Seixón de Arriba
- Subcampo (Sucampo)
- Vilar (O Vilar)

## Demografía
| Gráfica de evolución demográfica de Seixón entre 2000 y 2020 |
|                                                              |
| Datos según el nomenclátor publicado por el INE.             |